# Erechthias trigonosema
Erechthias trigonosema är en fjärilsart som beskrevs av Turner 1923. Erechthias trigonosema ingår i släktet Erechthias och familjen äkta malar. Inga underarter finns listade i Catalogue of Life.